# Farmington (CDP, New Hampshire)
Farmington CDP ist ein Census-designated place (CDP) in der Town of Farmington im Strafford County im US-Bundesstaat New Hampshire. Die Volkszählung von 2020 erfasste 3.824 Einwohner. Der CDP wurde im Jahr 2002 erstmals vom Census definiert. In ihm liegt der Kernort der Town of Farmington.

## Lage
Der Ort liegt bei den Koordinaten 43° 23' 57.93" Nord und 71° 4' 20.59" West auf einer Höhe von 134 Metern über dem Meeresspiegel am Cocheco River. Die 16,2 km² große Fläche hat laut Census keinen Anteil von Wasserfläche. Im Ort kreuzen sich die New Hampshire Routes NH-75 und NH-153. Die NH-11 bildet die südwestliche Grenze des Gebietes.